# Confine tra Iraq e Siria
Il confine tra l'Iraq e la Siria si estende per una lunghezza totale di 599 km attraverso l'Alta Mesopotamia e il deserto siriano, dal triplice confine con la Giordania a sud-ovest fino al triplice confine con la Turchia a nord-est.

## Descrizione
Il confine inizia ad ovest alla triplice frontiera con la Giordania a 33°22′28.92″N 38°47′36.96″E, con la sezione iniziale che è una continuazione della lunga linea retta che forma la sezione orientale del confine tra la Giordania e la Siria. Il confine si sposta quindi in prossimità del fiume Eufrate e del valico di confine di Al-Qa'im, procedendo verso nord attraverso una serie di brevi linee rette, e poi verso nord-est fino al fiume Tigri. Il Tigri forma quindi una breve sezione di 3-4 miglia del confine fino al triplice confine turco alla confluenza con il fiume Khabur a 37°06′21.6″N 42°21′25.92″E.

## Storia
All'inizio del XX secolo, l'Impero ottomano controllava gli attuali territori di Siria e Iraq. Durante la prima guerra mondiale una rivolta araba, sostenuta dalla Gran Bretagna, riuscì a rimuovere gli ottomani dalla gran parte del Medio Oriente. Come risultato dell'accordo anglo-francese Sykes-Picot, la Gran Bretagna ottenne il controllo dei vilayets ottomani di Mosul, Baghdad e Bassora, riorganizzati nel mandato dell'Iraq nel 1920, con la Francia che creò il mandato della Siria del Libano. 

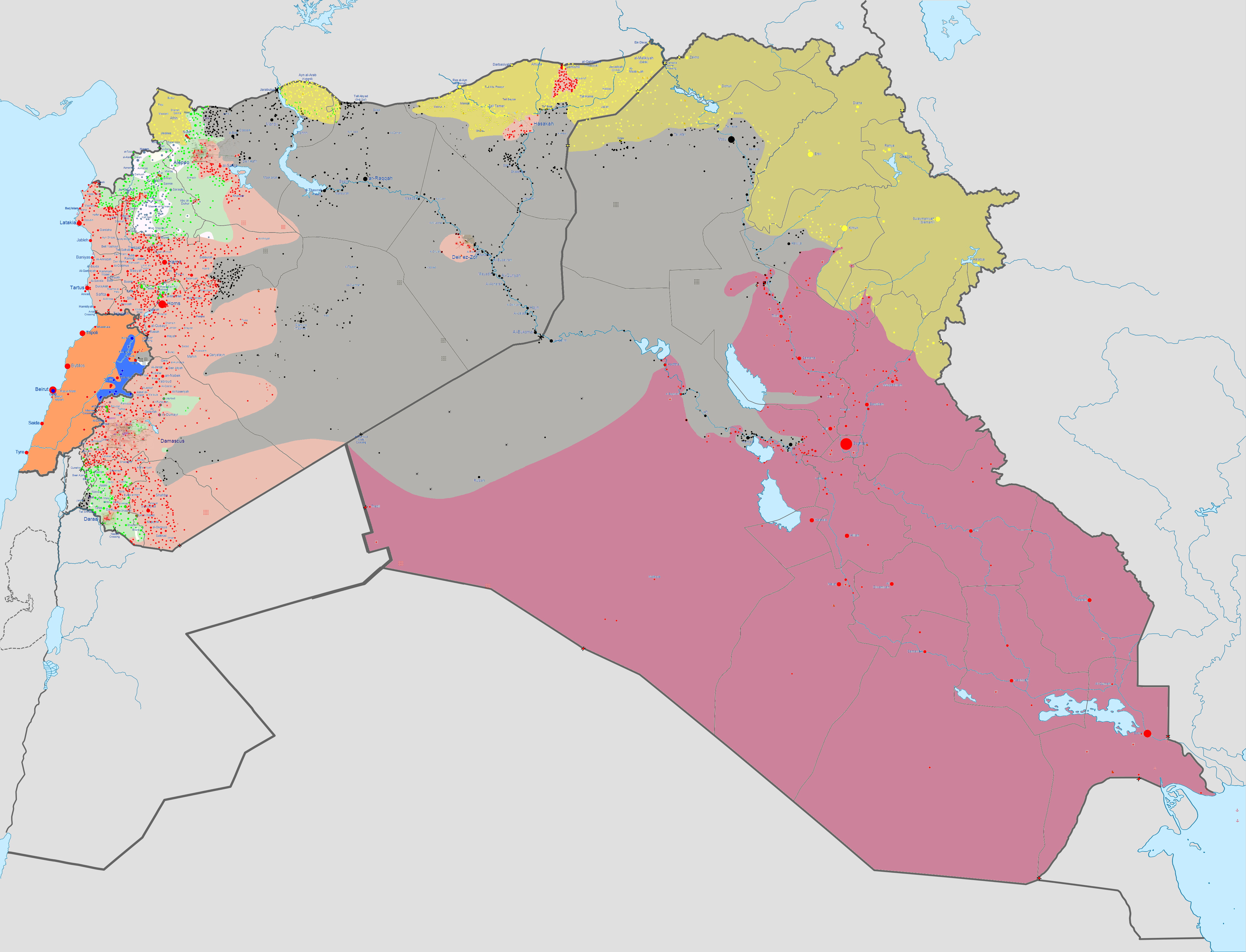
Il territorio dell'ISIL, in grigio, nel momento della sua massima estensione territoriale nel maggio 2015

Nel periodo 1920-23 Francia e Gran Bretagna firmarono una serie di accordi, noti collettivamente come accordo Paulet-Newcombe, che crearono i moderni confini Giordania-Siria e Iraq-Siria, come emendamento a quella che era stata designata la zona A nel accordo Sykes-Picot. Nel 1932 fu finalizzato in seguito a una revisione della commissione della Società delle Nazioni.
Dall'inizio della guerra in Iraq del 2003, la regione di confine divenne instabile, esacerbata dal 2011 dalla guerra civile siriana in corso. La maggior parte della regione di confine su entrambi i lati ha fatto parte per alcuni anni dello Stato Islamico dell'Iraq e del Levante (ISIL), sebbene la sua parte più settentrionale rimase sotto il controllo curdo, formando il confine tra Rojava e Kurdistan iracheno. Da allora lo Stato Islamico ha perso il controllo del confine, che è adesso controllato dal Rojava (dal governo regionale del Kurdistan) e dal governo siriano (dalla parte siriana) e dal governo iracheno (dalla parte irachena).

## Valichi di frontiera
Ci sono tre valichi di frontiera ufficiali tra Siria e Iraq, e un valico improvvisato:
- Il valico di frontiera di Rabia, sulla strada Al-Shaddadah - Mosul, è il valico ufficiale più a nord.
- Il valico di frontiera di Al-Qa'im tra Abu Kamal in Siria e Al Qa'im in Iraq. Il valico è stato riaperto il 30 settembre 2019, dopo otto anni di chiusura a causa della guerra civile siriana e della guerra civile irachena.[7] Dalla riapertura del valico di frontiera, la milizia sostenuta dall'Iran Kata'ib Hezbollah, un gruppo sotto le Forze di Mobilitazione Popolare, ha svolto un importante ruolo militare e di sicurezza sul lato iracheno del confine.[8][9]
- Il valico di frontiera di Al Waleed, noto in Siria come al-Tanf, si trova nel distretto di Ar-Rutba del governatorato di Al Anbar, vicino al punto più occidentale dell'Iraq e al punto più nord-orientale della Giordania, nella regione desertica di Badia. Serve come il principale checkpoint di confine sull'autostrada tra Damasco e Baghdad. Il checkpoint di al-Tanf si trova sul lato siriano del confine, nella provincia di Homs. Ci sono campi profughi palestinesi su entrambi i lati: il campo di Al-Waleed dal lato iracheno e il campo di Al Tanf dal lato siriano. Il valico è stato presa dall'ISIL nel maggio 2015 e riacquisito nel marzo 2016.[10]
- Il valico frontaliero Semalka è un ponte di barche sul Tigri istituito dal governo regionale del Kurdistan durante la guerra civile siriana circa 1 km (0,62 mi) sulla valle del triplice confine iracheno-siriano-turco, appena a nord di Faysh Khabur in Iraq.[11][12]